# دهنو مقیمی
دهنو مقیمی، روستایی از توابع بخش رستم شهرستان ممسنی در استان فارس ایران است.

## جمعیت
این روستا در دهستان رستم دو قرار دارد و براساس سرشماری مرکز آمار ایران در سال ۱۳۸۵، جمعیت آن ۹۰۶ نفر (۱۵۶خانوار) بوده‌است.